# Борис Клочков
Борис Клочков е български агроном, специалист по отглеждане на земеделските култури и ерозия на почвата.
Роден е на 8 юни 1928 г. в с. Поручик Кърджиево, Добричка област.
През 1954 г. Б. Клочков завършва специалност Агролесомелиорации в Селскостопанска академия – София.
През есента на същата година спечелва конкурс за младши научен сътрудник в Земеделската опитна станция (сегашен Институт по земеделие) – Карнобат. В същия институт работи до 1971 г. През 1964 г. е избран за старши научен сътрудник, на следващата година става завеждащ секция „Борба с ерозията“, а през 1968 г. защитава дисертация и му е присъдена научната степен кандидат на науките.
През 1971 г. Клочков се премества в Института по пшеницата и слънчогледа (сегашен Добруджански земеделски институт) – Генерал Тошево. През 1974 г. е назначен за завеждащ секция „Технология на полските култури“ и изпълнява тази длъжност до края на 1990 г. През 1984 г. защитава дисертация за степента доктор на науките, а през 1986 г. е хабилитиран като ст.н. с. I ст.
Борис Клочков е автор на над 100 научни публикации по проблематиката на агротехниката на основните полски култури. Научен ръководител е на колективите, създали базисните технологии на отглеждане на пшеница и слънчоглед.